# Recepční
Recepční je zaměstnanec na pozici kancelářské nebo administrativní podpory. Práce se obvykle provádí v recepci, případně čekárně, jako je vstupní hala nebo recepce organizace nebo podniku. 

## Charakteristika
Titul recepční se připisuje osobě, která je zaměstnána organizací, aby přijímala nebo zdravila jakékoli návštěvníky, pacienty nebo klienty a odpovídala na telefonní hovory.  Termín recepce se v mnoha hotelech používá pro administrativní oddělení, kde povinnosti recepčního mohou také zahrnovat rezervace pokojů a jejich přidělení (check-in), registraci hostů, práci na pokladně, kontrolu kreditu, kontrolu klíčů a poštovní a zasílání zpráv. Takovým recepčním se často říká recepční. Recepční pokrývají mnoho oblastí práce, aby pomohli podnikům, pro které pracují, včetně nastavování schůzek, archivace, vedení záznamů a dalších kancelářských úkolů.